# Técnica de Bowen
A técnica de Bowen (ou terapia de Bowen) é um tipo alternativo de manipulação física que leva o nome do australiano Thomas Ambrose Bowen (Tom Bowen) (1916–1982).
Não há evidências claras de que a técnica seja uma intervenção médica útil.

## História
Bowen não teve nenhuma formação médica formal e descreveu sua abordagem como um "presente de Deus". Ele se referiu a si mesmo como um osteopata e tentou entrar para o registro australiano de osteopatas em 1981, mas não se qualificou para o título. Ele morreu como um praticante não licenciado de terapia manual. Em 1973, o próprio Bowen referiu que usava a sua habilidade em "uma média de 65 pacientes por dia", mas a técnica, como é comumente praticada hoje, provavelmente não atingirá esse volume.
Bowen não documentou sua técnica, como tal, a prática após sua morte seguiu uma ou outra interpretação diferente do seu trabalho. Foi só alguns anos após sua morte que o termo "Técnica de Bowen" foi cunhado. A técnica é conhecida por uma grande variedade de outros nomes, incluindo Smart Bowen, Fascial Kinetics, Integrated Bowen Therapy, Neurostructural Integration Technique (NST), Fascial Bowen e Bowenwork.  A técnica foi popularizada por alguns dos seis homens que o observaram trabalhando, incluindo Oswald Rentsch, um osteopata cuja interpretação se tornou a forma dominante, mas não incontestável.  Aprender esta técnica requer 120 horas de instrução, ou apenas um workshop de fim de semana.

## Método
Os pacientes estão geralmente totalmente vestidos. Cada sessão normalmente envolve movimentos suaves de rolamento através dos músculos, tendões e fáscia . As características distintivas da terapia são a natureza mínima da intervenção física e as pausas incorporadas ao tratamento. Os proponentes afirmam que essas pausas permitem que o corpo "reinicie" a si mesmo.

## Eficácia
Em 2015, o Departamento de Saúde do Governo Australiano publicou os resultados de uma revisão de terapias alternativas que procurava determinar se alguma destas era adequada para ser coberta pelo seguro saúde. A Técnica de Bowen foi uma das 17 terapias avaliadas para as quais nenhuma evidência clara de eficácia foi encontrada. O Quackwatch inclui "Técnica de Integração Neuro-Estrutural (Terapia Bowen)" em sua lista de "tratamentos questionáveis".